# Проституция в Литве
Проституция в Литве является незаконной, но она распространена. Правоохранительные органы слабы, коррумпированы  и, по общему мнению, связаны с организованной преступностью. По оценкам, в столице Вильнюсе насчитывается 3000 проституток. Многие проститутки в Литве являются иностранными гражданами. В основном из России, Белоруссии и Украины. По оценкам, в 2001 году доля иностранных проституток составляла от 20% до 30%. Уличная проституция, включая несовершеннолетних проституток , как правило, контролируется криминальными элементами.
Секс-торговля является серьёзной проблемой в стране.

## Правовая ситуация
Как сама проституция, так и покупка секса запрещены Кодексом об административных правонарушениях. Связанная с этим деятельность запрещена Уголовным кодексом. Законы об общественном порядке также используются против проституток.

### Кодекс об административных правонарушениях
Сама проституция и клиенты проституток криминализируются по статье 1821  Административного кодекса. Наказанием является штраф в размере от 86 до 144 евро за однократное правонарушение и от 144 до 288 евро за повторные правонарушения. Рецидивисты также могут быть подвергнуты административному аресту на срок до тридцати суток.

### Уголовный кодекс
Ниже перечислены преступления, предусмотренные уголовным кодексом:
Статья 307. Получение прибыли от проституции другого лица
1. Получение прибыли от проституции другого лица или от сводничества для занятия проституцией (максимальное наказание - 4 года лишения свободы).
2. Организует или руководит проституцией или перевозит человека с его согласия для занятия проституцией в Литву или из Литвы (максимум 6 лет).
3. Получать прибыль от проституции несовершеннолетнего, или организует проституцию несовершеннолетнего, или руководит проституцией несовершеннолетнего, или перевозит несовершеннолетнего с его согласия для занятия проституцией в Литву или из Литвы (максимум 8 лет).
Статья 308. Вовлечение в проституцию
1. Вовлечение лица в занятие проституцией (максимум 3 года).
2. Вовлекает в занятие проституцией лицо, зависящее от него финансово, подчиненное по должности или иным образом, или вовлекает лицо в занятие проституцией путем физического или психического принуждения или обмана, или которое каким-либо образом вовлекает в занятие проституцией несовершеннолетнего (7 лет).

## Секс-торговля
По оценкам наблюдателей, 40 процентов выявленных жертв торговли людьми в Литве составляют женщины и девочки, подвергшиеся сексуальной эксплуатации внутри страны. Литовские женщины также подвергаются сексуальной эксплуатации в Западной Европе и Скандинавии. Вьетнамские взрослые и дети, путешествующие транзитом через Литву, могут быть жертвами торговли людьми. Около 4000 мальчиков и девочек, помещенных в более чем 95 детских домов, особенно уязвимы для торговли людьми.
Статьи 147 и 157 уголовного кодекса запрещают все формы торговли людьми и предусматривают наказание от двух до 12 лет лишения свободы.
В марте 2015 года прокуратура объявила о расследовании утверждений о том, что директор детского дома сексуально эксплуатировал мальчиков и управлял сетью секс-торговли внутри учреждения, предлагая маленьких мальчиков педофилам. Расследование продолжалось в течение отчётного периода. В январе 2015 года прокуратура объявила о расследовании в отношении государственного интернатного учреждения для детей с особыми потребностями. Подростки, проживающие в нем, предположительно, подвергали девочек сексуальной торговле. Директор детского дома защищал своё учреждение, говоря, что такая деятельность распространена во всех детских домах Литвы. В марте 2017 года суд приговорил четырёх мужчин к двум-четырём с половиной годам тюремного заключения за секс с несовершеннолетними воспитанницами этого детского дома и приговорил четырёх девочек к испытательному сроку от одного до трех лет за содействие проституции. Прокуратура подаст апелляцию на это решение, прося суд высшей инстанции приговорить преступников за торговлю людьми.
Управление по мониторингу и борьбе с торговлей людьми Государственного департамента США относит Литву к стране первого уровня.